# Service des renseignements de la Défense
Pour les articles homonymes, voir SID.
Le service des renseignements de la Défense (en italien : Servizio informazioni difesa, SID) est le service de renseignement militaire italien entre 1966 et 1977.

## Histoire

### Création
Le SID est créé par un décret du président de la République italienne Giuseppe Saragat en novembre 1965 en vue de prendre la suite du service des renseignements des forces armées (SIFAR), compromis dans des accusations de coup d'État. Le service des renseignements de la Défense entre officiellement en fonction le 1er juillet 1966.
Malgré cette réorganisation, la presse reprend très vite une campagne visant à illustrer les dérives et intrigues dont le SIFAR s'est rendu coupable.

### Disparition
En 1977, trois ans après l'arrestation de l'ancien directeur Vito Miceli pour « conspiration contre l'État », du fait de son implication dans le « putsch Borghese », le Parlement vote une nouvelle et profonde réforme des services de renseignement. Le SID est alors dissous au profit du service des renseignements et de la sécurité militaire (SISMI), placé sous la double surveillance de la présidence du conseil des ministres et d'une commission parlementaire (COPACO).
La réforme de 1977 sera la plus durable, puisque la réorganisation suivante n'interviendra qu'en 2007.

## Fonctionnement
Le SID est, comme le SIFAR, placé sous l'autorité du chef d'État-major de la Défense.
Il se divise en plusieurs bureaux : 
- Bureau R : recherche de renseignements ;
- Bureau D : protection active des secrets ;
- Bureau USI : protection préventive des secrets ;
- Département S : rapports de situation ;
- Bureau I : sécurité extérieure.